# Sublimatie

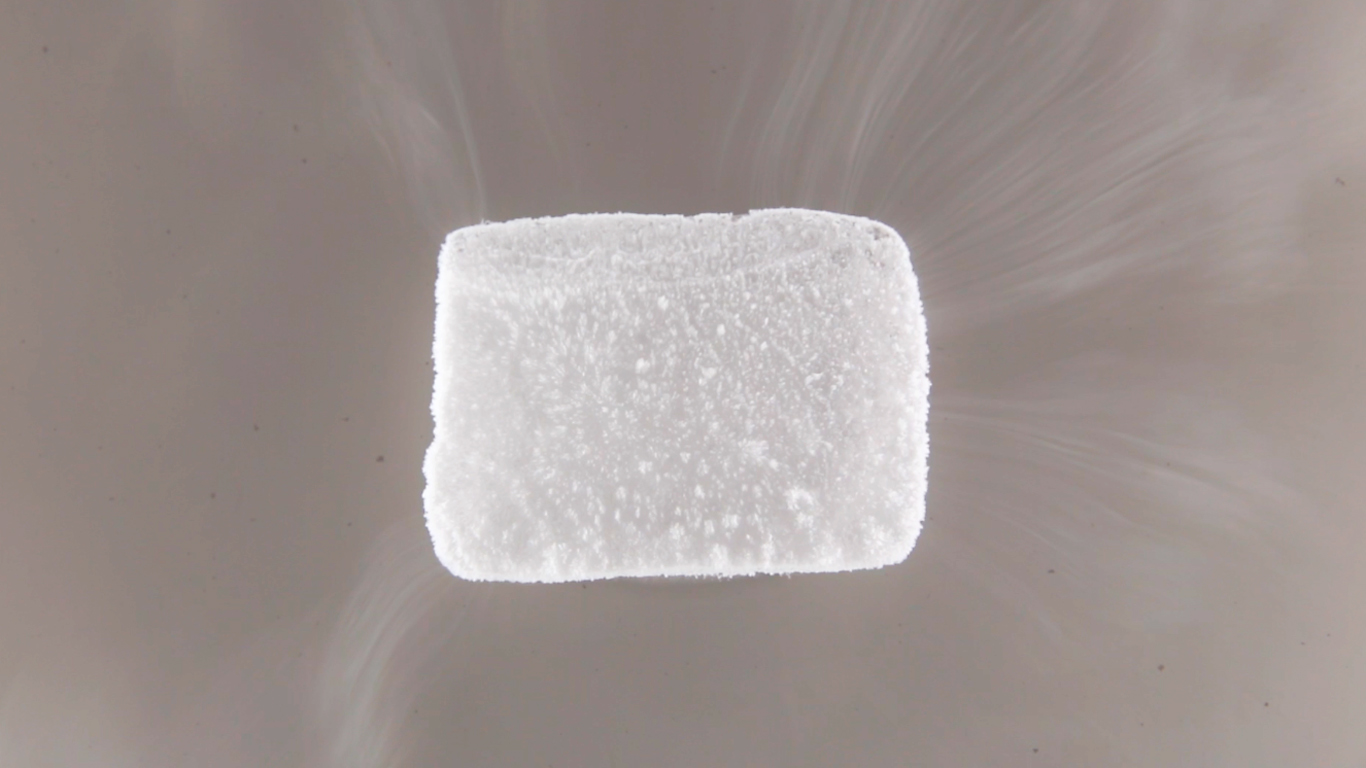
Een blokje droogijs dat langzaam aan het sublimeren is.

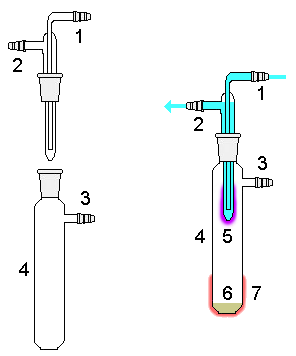
Eenvoudige sublimatie-opstelling: een zogenaamde koelvinger. Het koelwater wordt rondgepompt in het systeem, zodat de verlangde stof aan het koelwater kan neerslaan.
1 Ingang koelwater
2 Uitgang koelwater
3 Gas-/vacuümleiding
4 Sublimatiekamer
5 Gedesublimeerde stof
6 Te sublimeren stof
7 Uitwendige verhitting

Vervluchtigen of sublimatie is de directe faseovergang van een stof uit de vaste fase naar een gasvormige fase (zie echter onder Zuiveringsmethode). Zo kan bijvoorbeeld ijs in strenge winters, bij erg droog weer, vervluchtigen tot damp, waarbij de vloeibare fase wordt overgeslagen.
Bij de directe overgang van gas naar vaste stof spreekt men van neerslaan, desublimeren of (ver)rijpen.

## Voorbeelden
Di-jood (I2), onder standaardomstandigheden een vaste stof, vervluchtigt bij hogere temperaturen. Een stof die bij normale druk sublimeert is vaste koolstofdioxide (CO2), als vaste stof vaak aangeduid met koolzuursneeuw of droogijs.
Andere stoffen die vervluchtigen - al of niet bij hoge temperatuur en onder vacuüm - zijn naftaleen, antraceen, kamfer, 1,4-benzochinon, nikkeloceen, ferroceen, chromoceen, kalium-tert-butoxide, arseen, hexachloorethaan, hexamine, fumaarzuur, tereftaalzuur, trimethyloxoniumtetrafluorboraat, decaboraan, joodheptafluoride, neptunium(VI)fluoride en distikstofpentaoxide.
Ammoniumbromide vervluchtigt bij verhoogde temperatuur, maar ontleedt ook snel tot ammoniak en waterstofbromide. Seleenhexafluoride sublimeert reeds bij -46°C.

### Technologische toepassingen
Het vriesdroogproces berust op vervluchtiging.
Sublimatie wordt eveneens gebruikt voor het industrieel bedrukken van textiel, maar ook van gebruiksvoorwerpen zoals snowboards. Onder druk en bij hoge temperatuur wordt een verflaag op het voorwerp aangebracht, waardoor die een verbinding aangaat met de acrylaat of polyester ondergrond. Aldus bedrukte voorwerpen zijn goed was- en krasbestendig, omdat de verf niet op het oppervlak is bevestigd, maar in het oppervlak is geïntegreerd.

### Zuiveringsmethode
In de scheikunde worden de gecombineerde stappen
1. onder invloed van warmte overgaan van de vaste fase naar de dampfase en
2. onder invloed van koelen overgaan van de dampfase naar de vaste fase

vaak samen aangeduid als "sublimeren".
Sublimatie is voor een aantal onder Voorbeelden genoemde stoffen een belangrijke methode tot zuivering. Daar wordt vaak een koelvinger bij gebruikt.